# Opegrapha multipuncta
Opegrapha multipuncta är en lavart som beskrevs av Coppins & P. James. Opegrapha multipuncta ingår i släktet Opegrapha och familjen Roccellaceae.   Inga underarter finns listade i Catalogue of Life.